# The Awakening (2011)
The Awakening is een Britse bovennatuurlijke drama-horrorfilm uit 2011 onder regie van Nick Murphy, die samen met Stephen Volk ook het verhaal schreef. Hij won hiervoor de Gouden Raaf van het Brussels International Festival of Fantastic Film 2012 en zowel de SCI FI juryprijs als de jeugdjuryprijs van het Gérardmer Film Festival 2012.

## Verhaal
In het Engeland van 1921 ontmaskert Florence Cathcart allerlei vormen van bedrog met betrekking tot het bovennatuurlijke. Ze is bovendien schrijfster van een boek hierover. Daardoor geniet ze bekendheid en een enorm rationele reputatie hieromtrent. Op een dag klopt Robert Mallory bij Cathcart aan voor een dergelijke zaak. Hij is leraar op een kostschool voor jongens. Het gebouw waarin de lessen plaatsvinden, was voordien een woonhuis. Volgens de overlevering is daarin ooit een jongen vermoord, wiens geest in het gebouw zou zijn blijven ronddwalen. Enkele weken voor Mallory bij Cathcart aanklopte, beweerde een leerling genaamd Walter Portman dat hij de geest van de dode jongen had gezien. Zijn verhaal werd als hersenspinsel afgedaan, maar kort daarna lag hij zelf dood in de hal. Mallory wil dat Cathcart onderzoekt wat Portman is overkomen. De huishoudster van de school Maud Hill is fan van haar boek en drong erop aan om haar hiervoor te vragen.
Cathcart reist met Mallory naar de kostschool en plaatst daar in het geheim verschillende opsporingsmaterialen. Zo komt ze er al snel achter dat niet een geest, maar een van de leerlingen verantwoordelijk is voor de 'verschijningen', die ook na haar aankomst bleven voorkomen. Hij beweert alleen bij hoog en laag dat hij in zijn eentje handelde. Cathcart weet niettemin zeker dat de jongen niet alleen voor alles verantwoordelijk kan zijn. Daarom zet ze haar onderzoek voort wanneer de leerlingen met vakantie gaan. Ze blijft in het gebouw achter met alleen Mallory, Hill en pupil Tom. De jongen vertelt Cathcart dat hij niet naar zijn ouders kan in de vakantie omdat die in India verblijven.
Ondanks dat de leerlingen weg zijn, ervaart Cathcart nog steeds het ene na het andere voorval. Ze ontwikkelt daarbij een band met Mallory. Zijn norse houding tegenover haar verdwijnt en hij vertelt haar meer over zichzelf. Mallory kampt met een enorm schuldgevoel, omdat hij als soldaat de Eerste Wereldoorlog overleefde, terwijl zijn vrienden allemaal sneuvelden. Hij verklaart dat hij gelooft in het bestaan van geesten omdat hij die van zijn overleden maten nog steeds dagelijks om zich heen heeft; ze letterlijk ziet. Cathcart vertelt hem over haar ervaringen in de school met huishoudster Hill en Tom. Mallory kijkt daar verbaasd van op: alle leerlingen zijn namelijk op vakantie. Cathcart, Hill en hijzelf zijn als enigen nog aanwezig in het gebouw; er is helemaal geen Tom.
Het besef dat Tom een geest is, is het laatste zetje dat Cathcarts hersenen nodig hadden om een reeks verdrongen herinneringen bij haar boven te doen komen. Ze geloofde altijd dat haar ouders omkwamen door een aanval van een leeuw toen zij nog heel jong was. Nu realiseert ze zich dat dit een verzinsel is; zijzelf woonde in de kostschool toen dat nog een huis was, samen met haar vader Alexander, moeder Harriet en broertje, Tom. Tom was alleen niet de zoon van Harriet, maar van huishoudster Hill, geboren vanuit een affaire met Alexander. Alexander draaide op een dag door, verweet Harriet dat zij hem geen zoon had geschonken en vermoordde haar. Daarna richtte hij zijn geweer op Cathcart, die wegvluchtte door een gat in de muur. Alexander probeerde zijn dochter hierdoorheen dood te schieten, maar vermoordde zo per ongeluk Tom in plaats van haar. Toen hij zich realiseerde wat hij gedaan had, schoot hij zichzelf door het hoofd. Cathcart kwam daarna terecht bij adoptieouders en verdrong haar jeugdjaren daarvoor.
Hill kan haar overleden zoon ook zien. Ze herinnert zich Cathcart bovendien nog als de dag van gisteren; Tom was gek op haar. Hill zorgde er daarom voor dat juist Cathcart voor het onderzoek naar de kostschool kwam. Tom blijkt zich enorm eenzaam te voelen en zijn zus is ideaal gezelschap voor hem. Cathcart verklaart alleen dat ze niet kan blijven. Wanneer Hill daarop reageert met een gelukzalige glimlach, realiseert Cathcart zich dat de huishoudster vergif in hun drankjes heeft gedaan, om zich zo samen als geesten bij Tom te voegen. Terwijl Hill rustig en gelaten sterft, vertelt Cathcart tegen Mallory dat ze een braakmiddel nodig heeft en waar dat te vinden is. Hij kan alleen nooit op tijd bij de medicatie komen om haar leven te redden. Cathcart realiseert zich dat ook en vraagt hulp aan Tom, die als geest door muren, vloeren en plafonds heen kan.
Mallory keert met lege handen terug bij Cathcart. Het middel dat ze nodig had, stond niet meer op zijn plek. Toch blijkt ze het te hebben gekregen en ingenomen, dankzij Tom. Toen Cathcart op het randje van de dood was, bleken Tom en zij elkaar bovendien aan te kunnen raken. Hierdoor konden ze elkaar omhelzen en afscheid van elkaar nemen. Tom liet zijn zus daarbij weten altijd bij haar in de buurt te blijven, ook wanneer ze hem niet meer kan zien.

## Rolverdeling
- Rebecca Hall - Florence Cathcart
- Dominic West - Robert Mallory
- Imelda Staunton - Maud Hill
- Isaac Hempstead-Wright - Tom Hill
- Shaun Dooley - Malcolm McNair
- Joseph Mawle - Edward Judd
- Diana Kent - Harriet Cathcart
- Richard Durden - Alexander Cathcart
- John Shrapnel - Hugh Purslow
- Cal Macaninch - Freddie Strickland
- Lucy Cohu - Constance Strickland
- Anastasia Hille - Dorothy Vandermeer
- Andrew Havill - George Vandermeer
- Tilly Vosburgh - Vera Flood
- Ian Hanmore - Albert Flood
- Steven Cree - Sergeant Paul Evans
- Alfie Field - Victor Parry
- Felix Soper - Julian Dowden
- Sidney Johnston - John Franklin
- Spike White - Alistair Howell
- Charlie Callaghan - Chris Hartley
- James Kirkham - William Ramsbottom
- Ewan Andrew Walker - Richard McGorian
- Adam Thomas Wright - Max Tebbitts
- Daniel Pirrie - Captain Mills
- Nicholas Amer - Edgar Hirstwit
- Katie Hart - Katie Forbes